# Moraviska Serbien
Moraviska Serbien (Serbiska: Моравска Србија) var en historisk monarki som bildades på Balkanhalvön år 1371. Den bildades som efterträdare till det Serbiska tsardömet, som splittrades efter slaget på Trastfältet 1389, och efterträddes av Despotatet Serbien.